# 시립극장역
시립극장역(베트남어: Ga Nhà hát Thành phố / Ga 家咭城庯)은 베트남 호찌민시 1군에 위치한 지하철 역이다.

## 갤러리

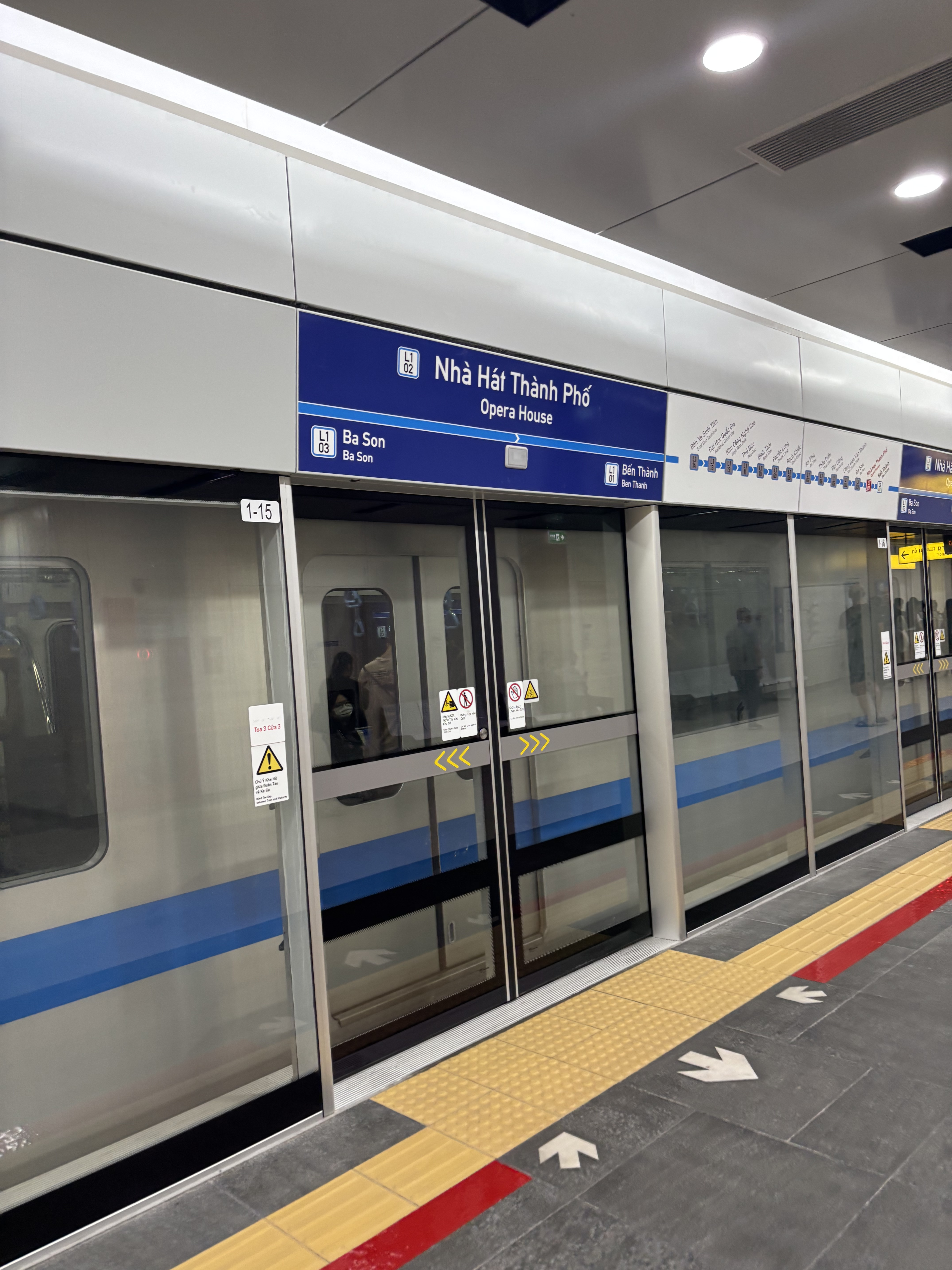
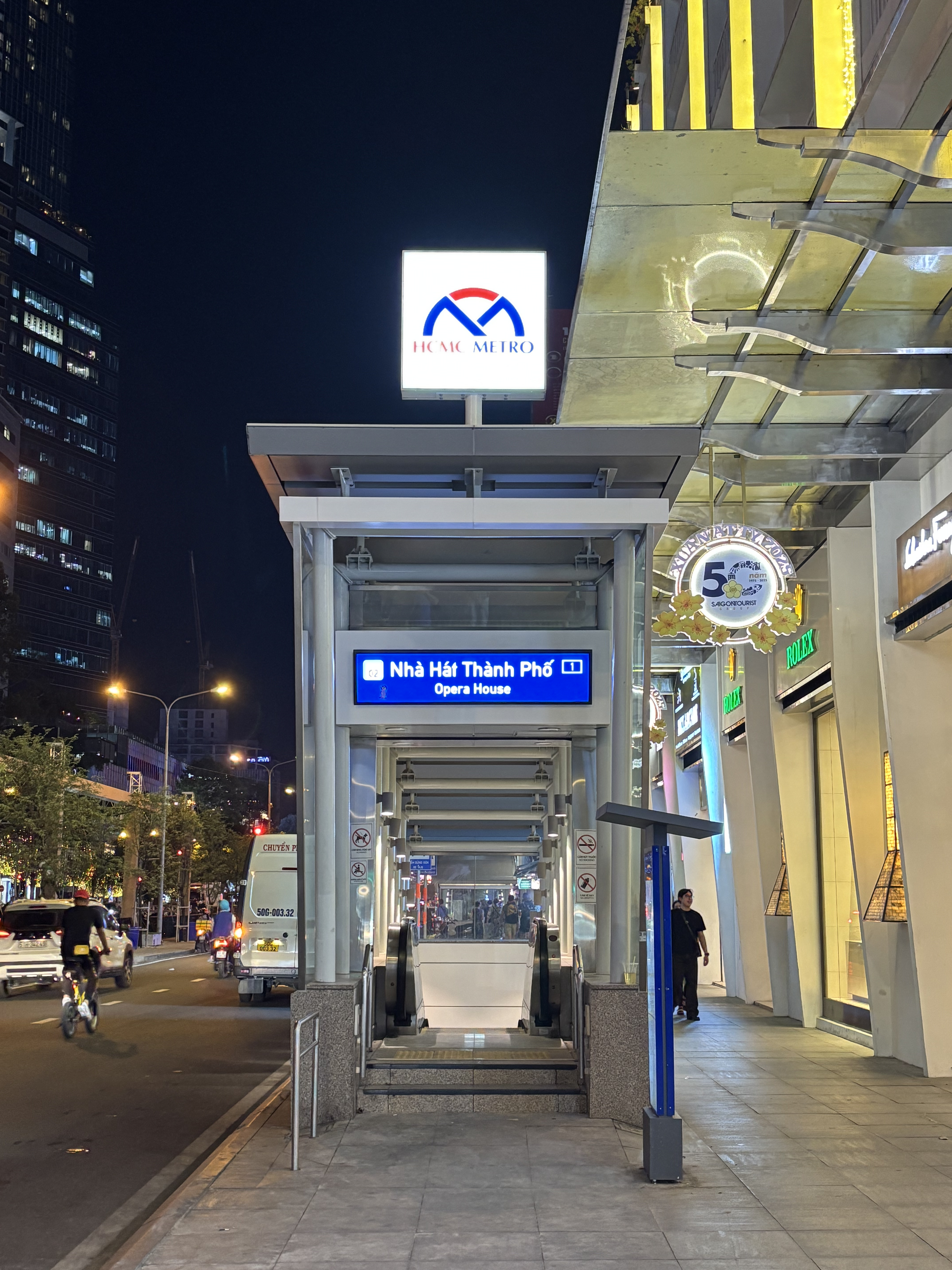
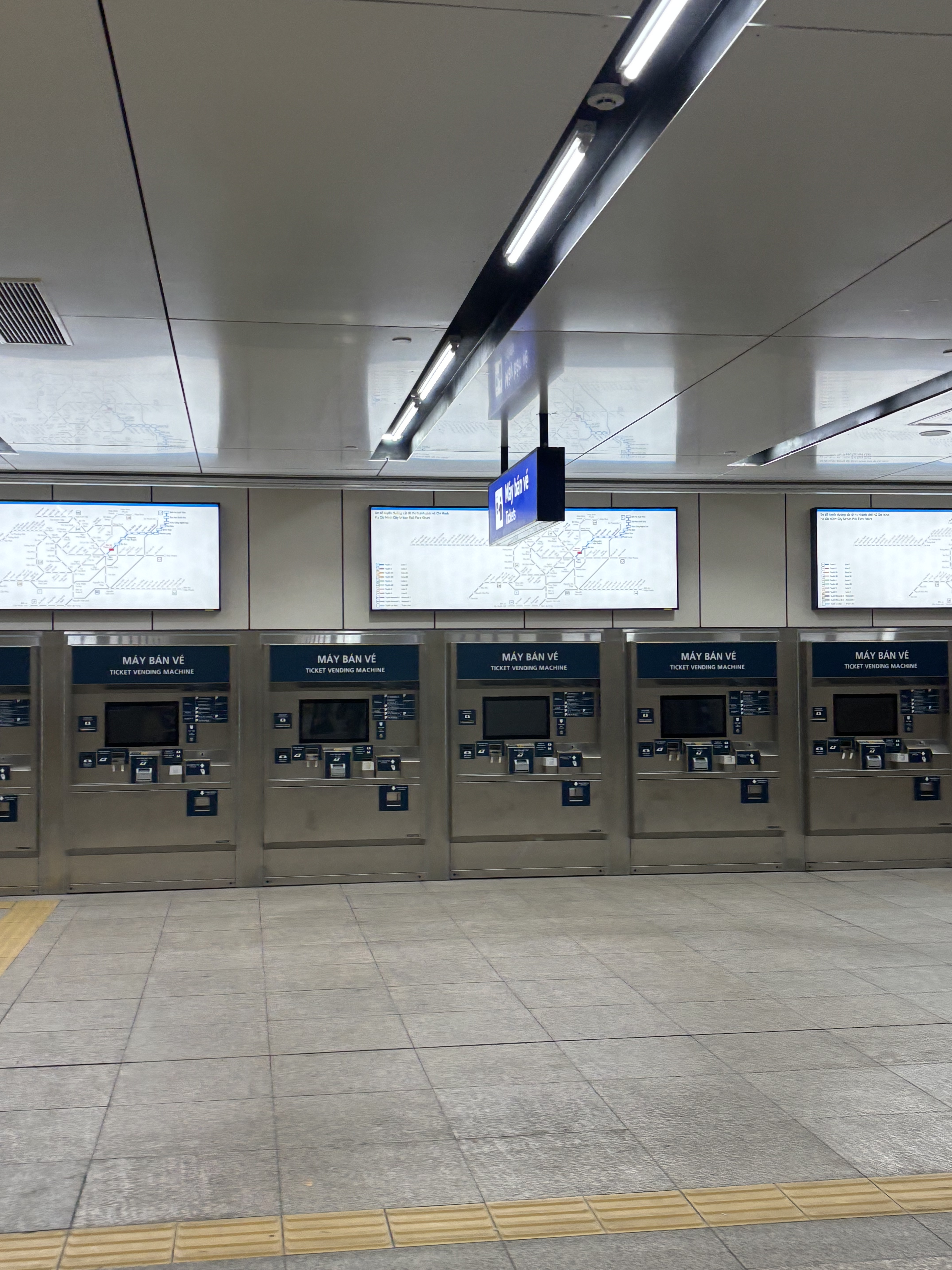
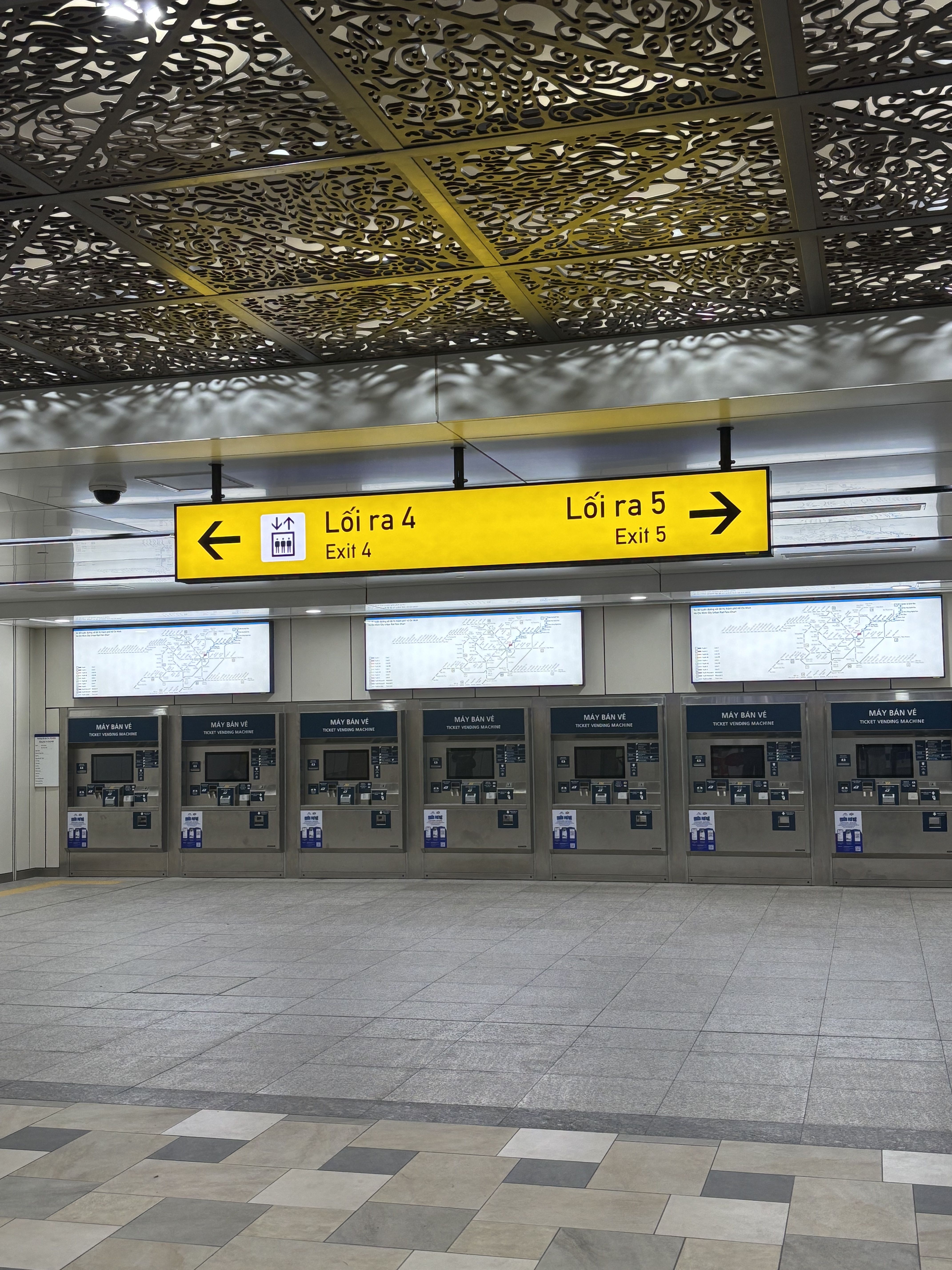
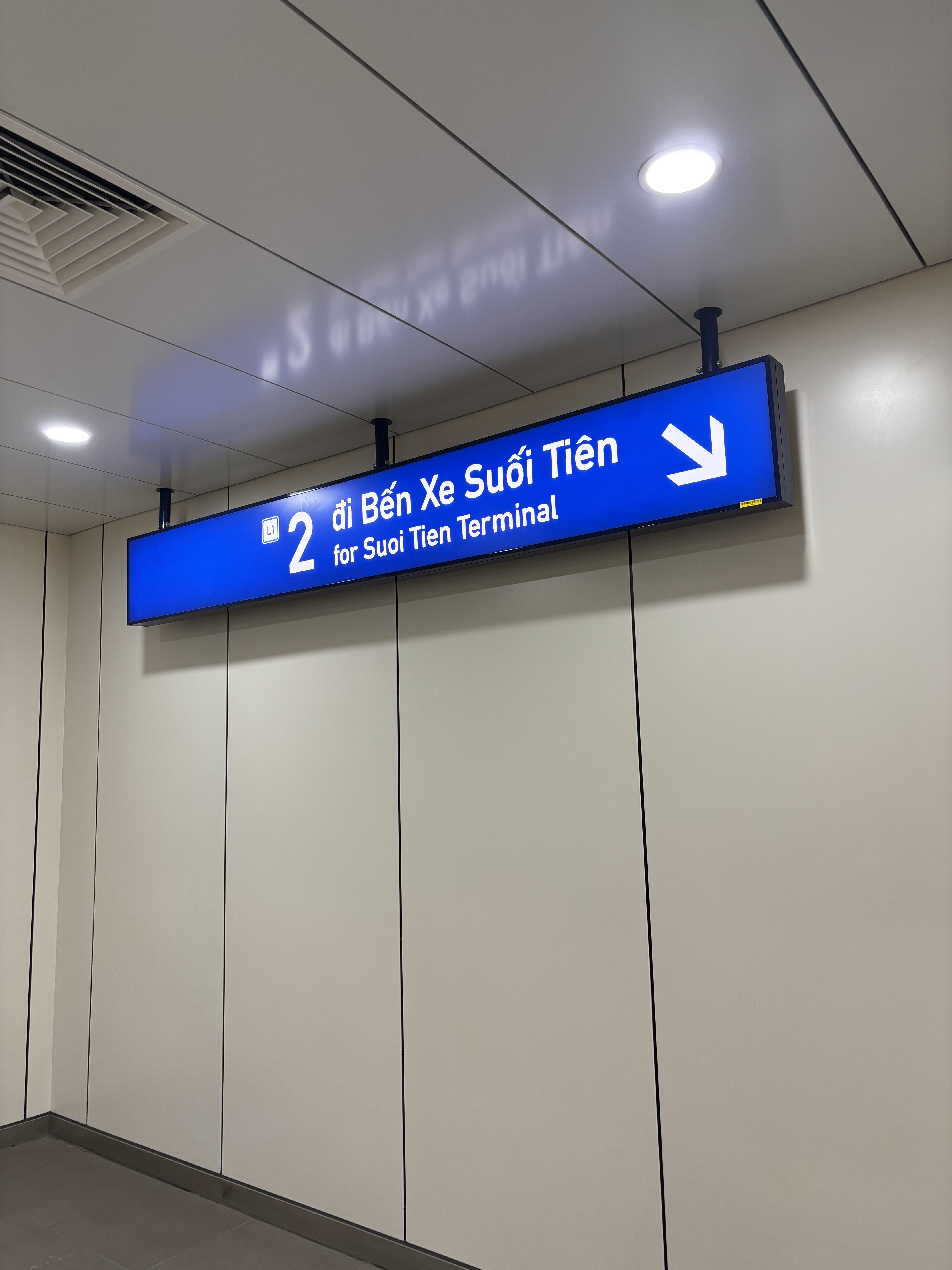
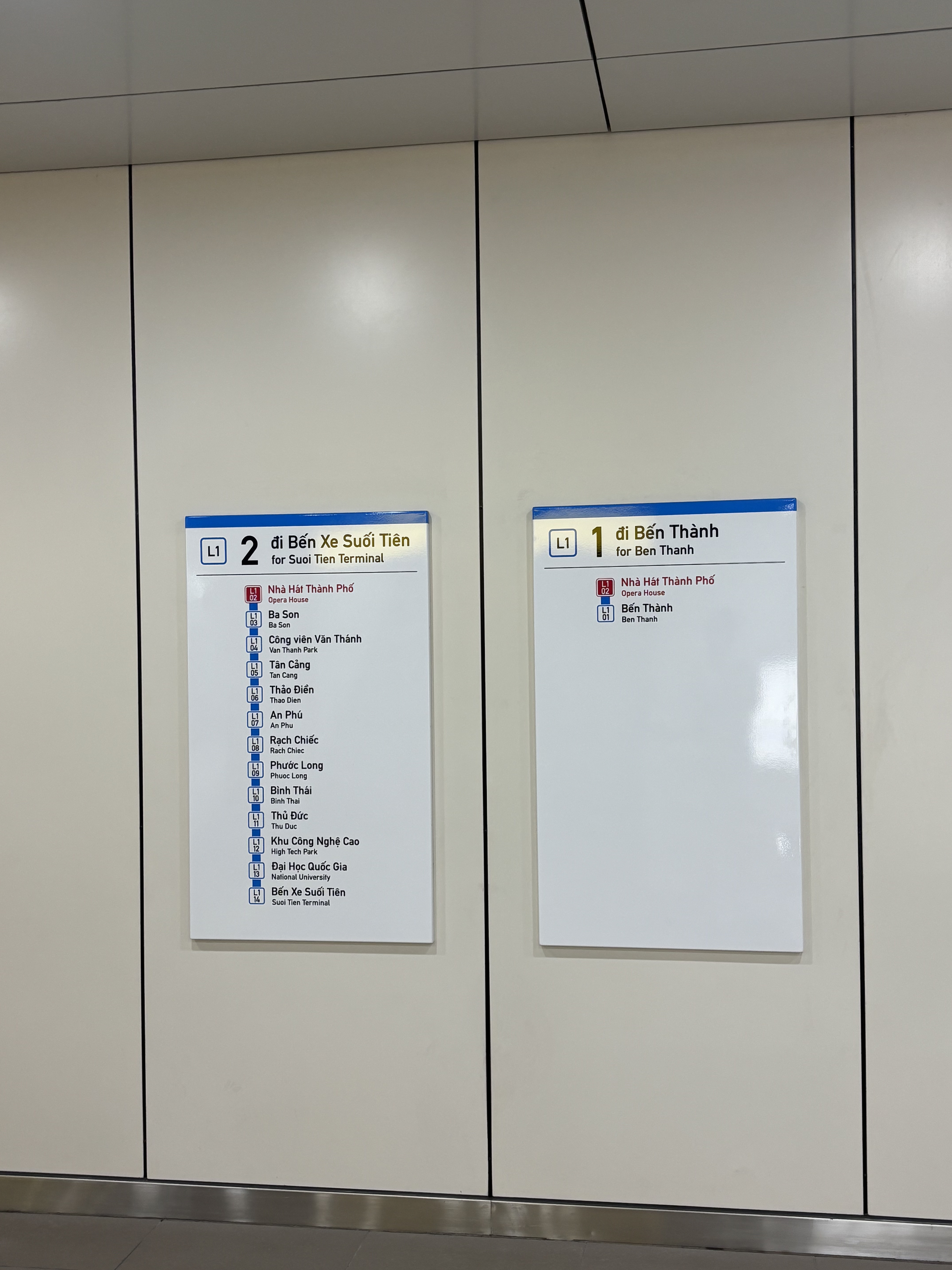
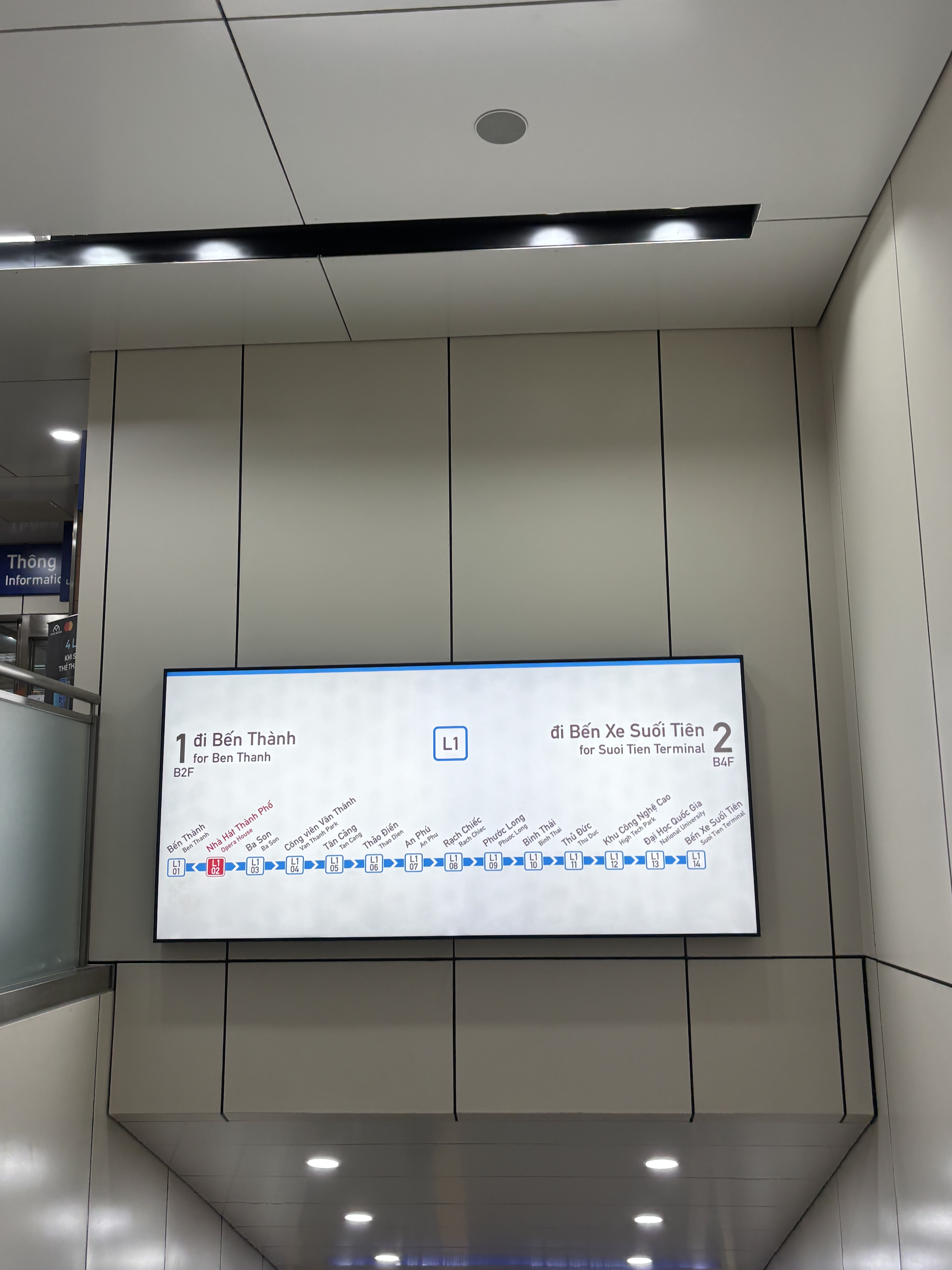

## 노선
- 호찌민 지하철
  - 1호선